# گایانه گوستانیان
گایانه گوستانیان (ارمنی: Գայանե Կոստանյան؛ زادهٔ ۲۰ ژوئیهٔ ۱۹۸۸) بازیکن فوتبال در پست مهاجم اهل ارمنستان است.

## تیم ملی
وی همچنین در تیم ملی فوتبال زنان ارمنستان بازی کرده‌است. گوستانیان نخستین بازی ملی خود در چهارچوب مقدماتی جام جهانی فوتبال زنان ۲۰۱۱ در تاریخ ۱۹ سپتامبر ۲۰۰۹ در ایروان در مقابل فنلاند انجام داده‌است.